# 야스카와 사부로
야스카와 사부로(일본어: 安川三郎, 1880년 12월 16일~1954년 3월 1일)는 일본 제국 육군의 군인이다. 최종 계급은 육군 소장이다.
한국에는 봉오동 전투(1920년 6월 4일~1920년 6월 7일) 당시 두만강 너머에서 활동하고 있던 홍범도 등 한국독립군 섬멸을 목적으로 편성되어 실제 한국독립군과 교전을 벌였던 일본군 월강추격대의 지휘관으로 알려져 있는 인물이다.

## 경력・인물
일본 후쿠오카현(福岡県) 출신으로 1902년(메이지 35년) 일본 육군사관학교를 제14기로 졸업, 이듬해 6월 26일 소위로 임관하였다. 1905년(메이지 38년) 2월 1일에 중위, 1911년(메이지 44년) 6월 2일에 대위, 1919년(다이쇼 8년) 4월 15일에 소좌로 진급하였다.
1920년(다이쇼 9년) 일본군은 두만강 너머에서 국내 진공 작전을 전개하고 있던 홍범도, 최진동 등이 지휘하는 한국독립군 세력을 섬멸하기 위해 월강추격대를 편성하였다. 야스카와 사부로는 당시 나남에 위치한 일본군 제19사단 보병 73연대에서 참모로 복무하고 있었으며, 월강추격대가 편성되고 그 추격대의 지휘관을 맡았다. 월강추격대는 두만강을 넘어 독립군이 주둔하고 있던 봉오동 지역에서 전투를 벌였으나 독립군의 유인 작전에 피해를 입고 독립군 섬멸이라는 소기의 목표를 달성하지도 못한 채 퇴각했다(봉오동 전투).
식민지 조선의 총독부 기관지였던 《매일신보》 1920년(다이쇼 8년) 11월 18일자 3면 기사에는 청진으로부터 11일 미야지마마루(宮島丸)를 타고 돌아온 일본군 보병 소좌 야스카와 사부로의 《매일신보》와의 인터뷰가 실려 있다. 여기에서도 그의 이름을 야스카와 사부로라고 쓰고 있으며, 야스카와 소좌는 당시 김좌진이나 홍범도 등 간도 방면에서 활동하고 있던 한국독립군의 상황과 그들의 훈련 상태에 대해 언급하고 있다.
(전략) 간도 방면에서 활약하는 조선 음모단의 김좌진을 총사령으로 추대를 하고 '군정서'라는 것을 조직하고 약 1천 명의 군사가 있으며, 홍범도의 거느린 부하가 6, 7백 명과 기타 수백 명씩을 거느린 단체가 수삼 단체 있는데, 그 단체들은 모두 울울창창한 송림 속으로 안동현과 7, 8백 리 서로  떨어져 있는 곳에 벌리어 있는데, 고교(高橋), 목촌(木村) 두 지대는 20여 리를 포위하고 싸워서 죽인 자도 많이 있고, 사로잡힌 자도 많이 있는 터이며, 그 단체의 양식은 불과 며칠을 못 먹을 것밖에 없으므로 기갈에 못 견디는 모양이므로 그 단체들은 각급 민간으로 나와 양식을 약탈하여다가 산간에다가 저축을 하는 모양이며 또한 간도에 있는 조선인들은 그 단체의 양식을 공급하여 주어 기맥을 상통하는 듯한 바 홍범도는 모두 제국군과 같은 복장을 입었고 모자에는 붉은 테만 없이 하였는데, 그 복장은 우리(일본-편자주) 군병이 전일에 입던 37년식(메이지 37년 즉 1904년-편자주)의 복장이며, 군기는 아라사 기관총을 정돈하였고 기타 무기도 정돈된 모양인데, 그 부하에는 과격파도 있고 또는 지나 마적단도 끼어 있는 모양인데, 지난번 우리의 손으로 불에 태워버린 서산리 서대포에 있던 무관학교와 같은 것은 자못 완전한 교과서인 바, 그 교과서는 모두 우리 제국군을 양성하는 교과서를 번역하며 가르치며 졸업 증서와 수업 증서도 놀랄 만하게 훌륭한 것을 주어 왔는데 군대의 편성도 매우 규칙적으로 정돈한 것이며, 또한 그 단체는 모두 크나큰 수목과 기타 수림 간에 숨어 있으므로 실로 토벌하기가 어렵지 않다고 말할 수 없는 일(후략)

이후 야스카와 사부로는 1928년(쇼와 3년) 3월에 일본 육군 보병 대령 · 도쿠시마 연대구(徳島連隊区) 사령관, 1931년(쇼와 6년) 8월에 보병 제31연대장을 거쳐, 1932년(쇼와 7년) 8월 8일에 육군 소장에 진급과 동시에 대명(待命), 같은 달 30일에 예비역으로 편입하였다.
야스카와 사부로는 태평양 전쟁 패전 뒤인 1954년에 사망하였다. 
생전 야스카와 사부로는 봉오동 전투 직후 자군의 교전 상대였던 홍범도 등 한국독립군 및 현지에서의 전투 상황 전개에 대해 상부에 제출하기 위한 보고서인 《봉오동부근전투상보》(鳳梧洞附近戰鬪詳報)를 남겼고, 이는 봉오동 전투를 연구하는 중요한 사료 가운데 하나로 꼽히고 있다.

## 야스카와 사부로가 등장하는 대중매체
- 영화 《봉오동 전투》(2019) - 일본의 배우 기타무라 가즈키가 맡았다. 본작에서도 이름이 야스카와 지로로 표기된다.

## 같이 보기
- 봉오동 전투

### 설명
1. ↑  한국에서는 그의 이름이 '야스카와 지로'(安川二郞)라고 알려져 있는데, 봉오동 전투가 있었던 1920년(다이쇼 9년) 당시 '야스카와'라는 명의로 소좌 계급에서 봉오동 방면에서의 해당 작전을 수행하였던 인물에 대해, 한국의 이상훈은 일본 육군의 장교 명단(陸軍省 編, 『陸軍現役將校同相当官実役停年名簿』, 1920(大正9)年 9月1日, 217쪽)에서 19사단 보병 73연대 소속의 소좌였던 '야스카와 사부로'(安川三郞)의 이름을 들어, 봉오동 전투에서 월강추격대를 지휘했던 일본군의 '야스카와 소좌'의 이름은 '야스카와 지로'가 아니라 '야스카와 사부로'라고 보는 것이 마땅할 것이라고 하였다.(이상훈(2020). <｢봉오동부근전투상보｣를 통해 본 봉오동전투> 《한국독립운동사연구》제27집, 10-11쪽) 즉 '야스카와 지로'(安川二郞)라는 표기는 야스카와 사부로(安川三郞)의 오기라고 할 수 있는 셈인데, 언제부터 그리고 누가 이렇게 표기하기 시작했는지는 아직 명확하지 않다.

## 참고 문헌
- 福川秀樹 編著 『日本陸軍将官辞典』芙蓉書房 出版、2001年. ISBN 4829502738